# HTC Desire
Die HTC-Desire-Telefone sind Smartphones des Herstellers HTC mit dem Betriebssystem Android. Das erste Modell erschien am 24. März 2010 auf dem europäischen Markt.

## Desire
Das HTC Desire, auch bekannt als HTC Bravo, ist ein Smartphone des Herstellers HTC mit dem Betriebssystem Android. Es erschien Ende März 2010 in den Farben Dunkelbraun und Silber auf dem europäischen Markt.
Es verfügt über einen 1-GHz-Snapdragon-Prozessor und das Android-Betriebssystem in der Version 2.2. Starke äußerliche Ähnlichkeiten bestehen zum Smartphone Nexus One, das ebenfalls von HTC im Auftrag von Google hergestellt wurde. Im Gegensatz zum Nexus One ist auf dem Desire die HTC-eigene Benutzeroberfläche Sense installiert, die unter anderem auch schon auf dem Windows-Smartphone HTC HD2 eingesetzt wird. Des Weiteren unterscheidet es sich vom Nexus One durch den optischen Trackball, an dessen Stelle im Nexus One ein mechanischer Trackball eingebaut ist. Außerdem verfügt das Nexus One im Unterschied zum HTC Desire über ein zusätzliches Mikrofon zur aktiven Geräuschunterdrückung.
Das Gerät bietet eine 5-Megapixel-Kamera, Bluetooth 2.1, WLAN, einen GPS-Empfänger, ein UKW-Radio sowie einen Beschleunigungssensor und einen digitalen Kompass. In der ersten Veröffentlichungsphase verfügte das HTC Desire über einen kapazitiven Multi-Touch-Bildschirm mit OLED-Technologie. Dank des Updates des Betriebssystems auf Android 2.2 (Froyo) ist das HTC Desire nun auch in der Lage, Videos mit einer Auflösung von 720p aufzuzeichnen.
Seit Spätsommer 2010 wurde das Gerät mit einem Super-LCD anstelle des AMOLED-Bildschirms ausgeliefert, da Samsung die Kapazitäten für AMOLED-Bildschirme für die eigene Produktion benötigte. Testberichten zufolge ist der nun verbaute SLCD-Bildschirm gleichwertig gegenüber dem bisherigen AMOLED-Bildschirm.
Der 512 Megabyte große interne Speicher kann mit einer MicroSD oder einer microSDHC Karte auf bis zu 32 GB erweitert werden. Mit einer Displayauflösung von 480×800 Pixel werden Bilder, Texte sowie auch die Grafik in Spielen scharf dargestellt.
Am 1. August 2011 wurde auf der Entwickler-Website ein Update auf Android 2.3.3 bereitgestellt. Dieses Update entfernt sämtliche Anpassungen der Netzanbieter und bringt ein paar Features der Sense-2.1-Oberfläche mit. Aufgrund des geringen internen Speichers wurden aber die HTC-Apps Teeter und Taschenlampe sowie die meisten Hintergrundbilder aus dem ROM entfernt und als APK-Datei in der Zip-Datei beigefügt.
Das direkte Nachfolgermodell ist das HTC Desire S (siehe unten) mit dem bei gleichem Takt etwas schnelleren Prozessor, mehr Arbeitsspeicher und internen Speicher, einer Frontkamera für Videotelefonie, aber ansonsten nahezu identischen Spezifikationen. Neu ist darüber hinaus das Unibody-Aluminium-Gehäuse. Zusätzlich wurden von HTC zwei Schwestermodelle mit anderen Schwerpunkten angeboten. Bei diesen handelt es sich um das Desire Z (Hardware-Tastatur) und das Desire HD (Größeres Display).

## Desire HD
Das Desire HD wurde am 18. Oktober 2010 veröffentlicht.
Der AMOLED Touchscreen der ersten Desire-Generation fand keinen Einsatz mehr, da Samsung 2010 nicht genügend AMOLED-Displays liefern konnte. Beim Desire HD wird ein WVGA Super-LCD mit einer Diagonale von 4,3 Zoll verbaut. Die Kamera kann Videos in HD-Auflösung (720p) und Bilder mit acht Megapixel aufnehmen. Im Gegensatz zum Schwestermodell HTC Desire Z verfügt das Desire HD über keine physischen Eingabetasten und besitzt keinen Trackball.
Als erster Hersteller baut HTC die 1-GHz-MSM8255-Scorpion-CPU in ein Mobiltelefon ein. Dieser Snapdragon-Prozessor der zweiten Generation wurde im energiesparenden 45-nm-Prozess gefertigt und ermöglicht bessere Integration, Effizienz und verdoppelt die Leistung der GPU. Dies erlaubt höhere Sprach- und Standbyzeiten als beim HTC Desire bei gleichzeitig geringerer Akkukapazität.
Das HTC Desire HD kann auf 768 MB RAM und 1,5 GB internen Speicher zugreifen. Dieser kann durch microSDHC-Karten mit bis zu 32 GB Größe erweitert werden.
Das Desire HD wurde anfangs ebenfalls mit Android 2.2 und mit HTC Sense 2.0 ausgeliefert. Anfang Mai 2011 wurde es auf Android 2.3.3 sowie Sense 2.1 aktualisiert, des Weiteren wurde am 8. Dezember 2011 ein Update mit Android 2.3.5 sowie der stark überarbeiteten Sense 3.0 Oberfläche veröffentlicht. HTC hat im Februar 2012 über Facebook bekannt gegeben, dass das Desire HD im Laufe des Jahres ein Update auf Android 4.0 erhält. Diese Aussage hat HTC jedoch im Juli 2012 auf dem offiziellen Blog widerrufen, da die aktuelle Version von HTC Sense mit Android 2.3.5 die größte Kundenzufriedenheit biete.

## Desire Z
Es ist das zweite von HTC hergestellte Android-Telefon mit einer Hardwaretastatur.
Anders als bei den Schwestermodellen ist der Prozessor mit nur 800 MHz getaktet.
Die Bildschirmdiagonale misst wie bei den Modellen Desire und Desire S 3,7 Zoll. Wie bei dem HTC Desire HD wird auf ein AMOLED Bildschirm verzichtet und stattdessen ein WVGA Super-LC-Display verbaut.
Die eingebaute Kamera löst mit 5 Megapixeln auf und kann Videos in 720p aufnehmen.
Bei Verkaufsbeginn im Oktober 2010 wurde das HTC Desire Z mit Android 2.2 sowie einer angepassten Version von Sense 2.0 ausgeliefert. Ende Juli 2011 wurde es auf Android 2.3.3 und Sense 2.1 aktualisiert.

## Desire S
Das HTC Desire S ist im Gegensatz zu den Schwestermodellen HTC Desire HD und HTC Desire Z der direkte Nachfolger des ersten HTC Desire.
Das HTC Desire S verfügt über einen 1-GHz-Prozessor mit 768 MB RAM. Die Kamera mit fünf Megapixeln und LED-Blitz sorgt für Fotos und Videoaufnahmen in HD-Qualität mit 720p. Mit der eingebauten Frontkamera können Videotelefonate geführt werden. Der 1450 mAh große Akku bietet eine Standby-Zeit bis zu 455 Stunden und eine Gesprächszeit bis zu 590 Minuten. Das HTC Desire S hat im Gegensatz zum HTC Desire keine Druckknöpfe mehr und wird über Sensortasten und das Touchscreen bedient.
Auflösung und Bildschirmdiagonale sind mit dem originalen Desire identisch, allerdings besitzt es eine Frontkamera und mehr Arbeitsspeicher (768 MB statt 512 MB). Auch der interne Speicher wurde von 512 MB auf etwas mehr als 1 GB aufgestockt.
Verkaufsstart des Desire S war März 2011. HTC liefert das Desire S mit Android 2.3.3 und Sense 2.1 aus. Ende September 2011 erhielt das Smartphone ein Update auf Android 2.3.5 sowie auf die neue Version der HTC-Oberfläche Sense 3.0.
Im August 2012 war für einige Wochen ein Update auf die Android-Version 4.0 erhältlich. Dies war allerdings nicht, wie zuvor angekündigt, als FOTA („firmware over the air“) angeboten, sondern über eine RUU („rom update utility“). Der Update-Vorgang sieht eine Neu-Partitionierung des Speichers vor, weshalb jegliche Benutzerdaten dabei verloren gehen. Der Download befindet sich auf htcdev.com.

## Desire C
Das Einsteigermodell HTC Desire C wurde im Juni 2012 veröffentlicht. Es enthält standardmäßig das Betriebssystem Android 4.0 mit Sense 4.0 und ist mit einem 3,5 Zoll großen Display ausgestattet, das eine Auflösung von 480 × 320 Pixeln bietet. Das Gerät verfügt über einen 600-MHz-Prozessor und kann auf 512 MB Arbeitsspeicher zugreifen. Der interne Speicher von 4 GB kann mit einer microSD-Karte um bis zu 32 GB vergrößert werden. Mit der von der Firma des Rappers Dr. Dre entwickelten Beats-Audio-Technik wurde besonderer Wert auf die Wiedergabequalität von Sound gelegt.
Zu den Anschlüssen des HTC Desire C gehören neben dem Micro-USB-Standardanschluss, auch eine Wi-Fi- und Bluetooth-4.0-Verbindung sowie ein 3,5-mm-Stereo-Audioanschluss, bei der Benutzung von Kopfhörern.

## Desire X
Das Desire X (auch bekannt als HTC Proto) wurde von HTC auf der 52. IFA 2012 in Berlin vorgestellt und im September in den Handel gebracht. Es läuft standardmäßig unter dem Betriebssystem Android 4.0.4 mit der Sense-Oberfläche in Version 4.1. Ein Update auf Android 4.1.1 Jelly Bean mit Sense 4+ ist seit Anfang Mai 2013 verfügbar. Es ist mit einem 4 Zoll großen Display ausgestattet, das eine Auflösung von 800 × 480 Pixeln bietet (entspricht 233 dpi). Das Gerät verfügt über einen 1000-MHz-Dual-Core-Prozessor und 768 MB Arbeitsspeicher. Es ist das erste Gerät der Desire-Serie mit zwei Prozessorkernen. Der interne Speicher von 4 GB kann mit einer microSD-Karte um bis zu 32 GB aufgestockt werden. Auch die Beats-Audio-Technik ist enthalten.
Das Desire X sortiert sich in die Kategorie der Mittelklasse-Smartphones ein, kann in dieser aber in vielen Tests durch ein gutes Preis-Leistungs-Verhältnis überzeugen. Mit seinen 4-Zoll-Bildschirmdiagonale kann es als Nachfolger des HTC Incredible S gelten, unter den aktuellen Geräten von HTC konkurriert es am ehesten mit dem One V. Ebenso wie dieses verfügt es – genau wie das Desire C – über das mit Android 4.0 bei HTC eingeführte Schema der drei Softkeys unter dem Bildschirm (von links nach rechts: Zurück, Home, Taskmanager). Der Taskmanager ist im Standard-Android-Stil gehalten. In der Sense-Version 4.1 öffnet sich durch langen Tastendruck auf das Taskmanager-Symbol bei noch nicht an Android 4.0 angepassten Apps das Kontextmenü.
Das Design des Desire X orientiert sich stark an jenem der HTC-One-Serie. Wie die Geräte dieser Baureihe verfügt es über ein laminiertes Display, bei welchem keine Lücke zwischen Display und berührungsempfindlicher Schicht bleibt. Die Kamera bietet eine Auflösung von 5 Megapixel und verfügt über einen Chip mit rückwärtiger Belichtung, kann jedoch keine Videos in HD-Auflösung aufnehmen. Das Desire X verfügt über keine Frontkamera und keinen Kompass.

## Weitere Modelle
Unter dem Markennamen Desire sind im Laufe der Zeit noch weitere Smartphone-Modelle erschienen (nicht alle davon auf dem europäischen Markt), so beispielsweise
- Desire SV
- Desire 200
- Desire 300
- Desire 310
- Desire 500
- Desire 501 (single SIM)

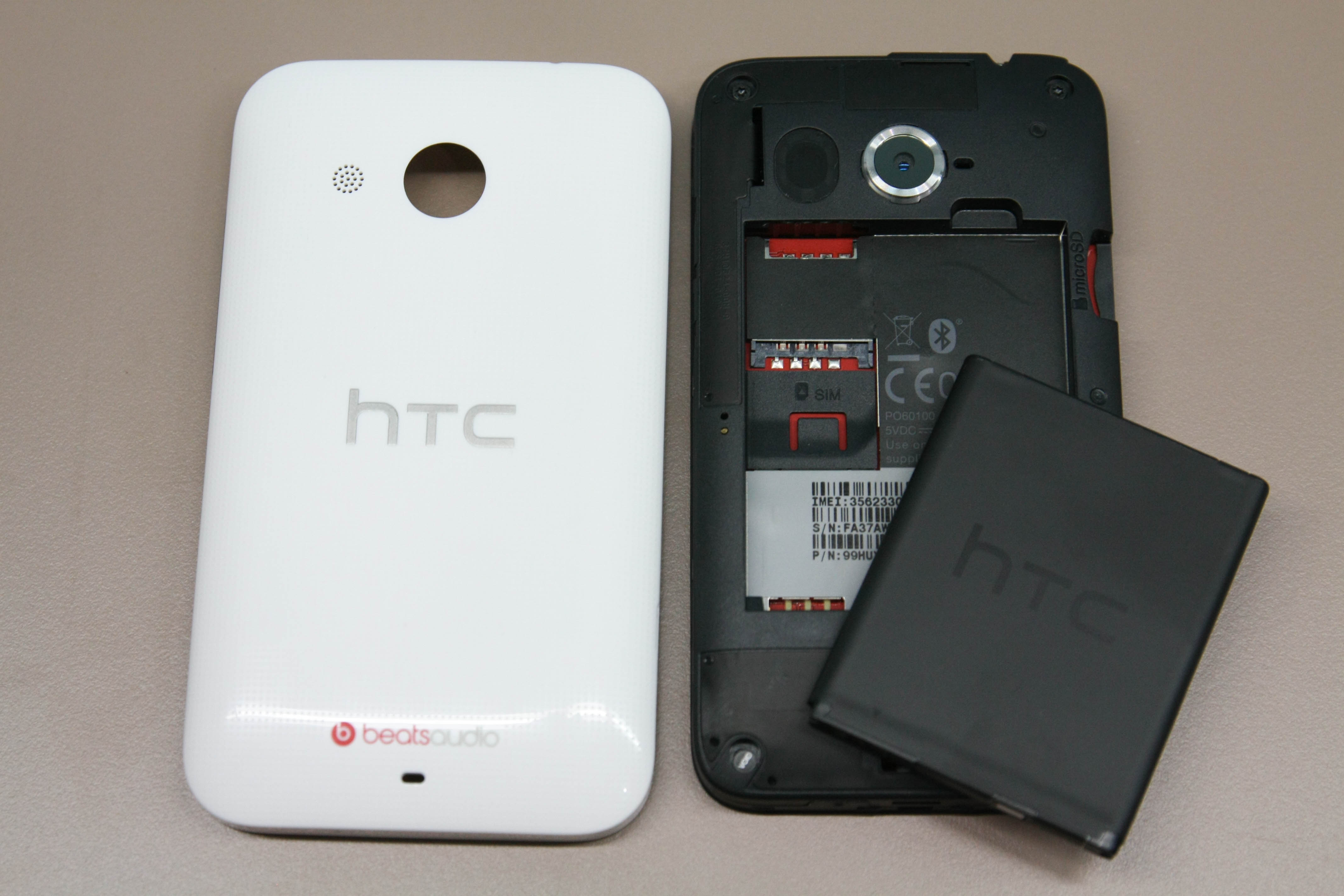
HTC Desire 200

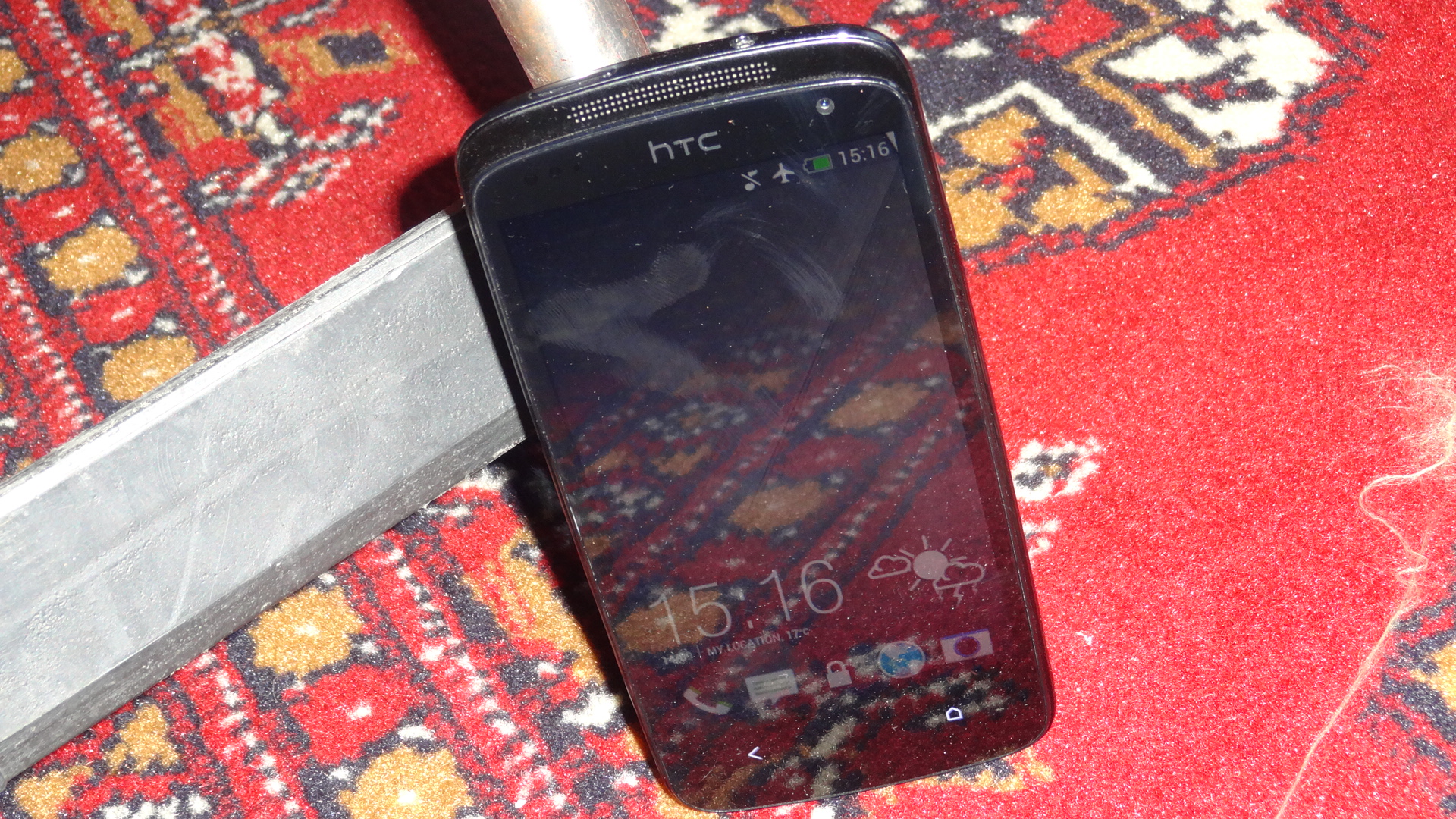
HTC Desire 500

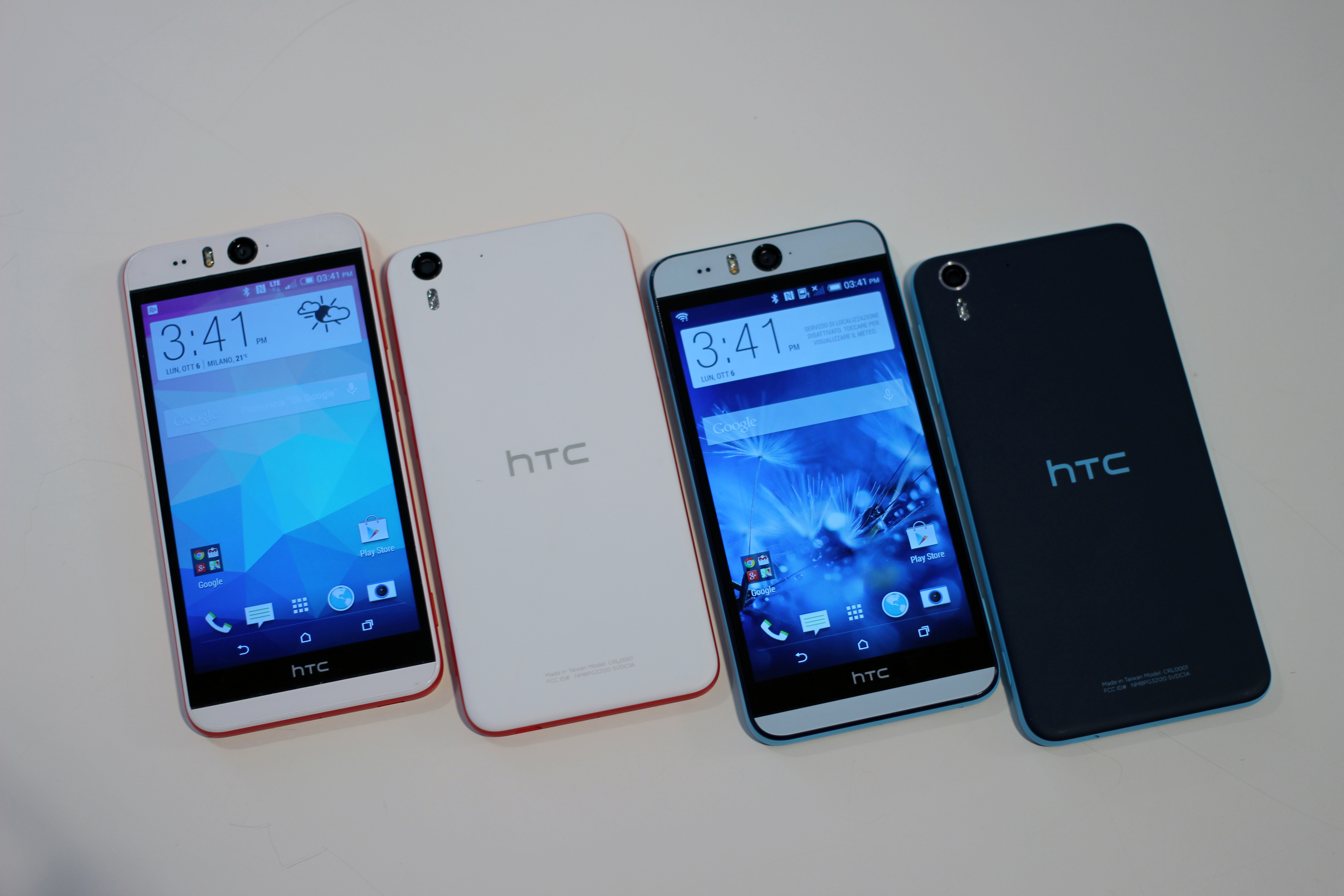
HTC Desire Eye

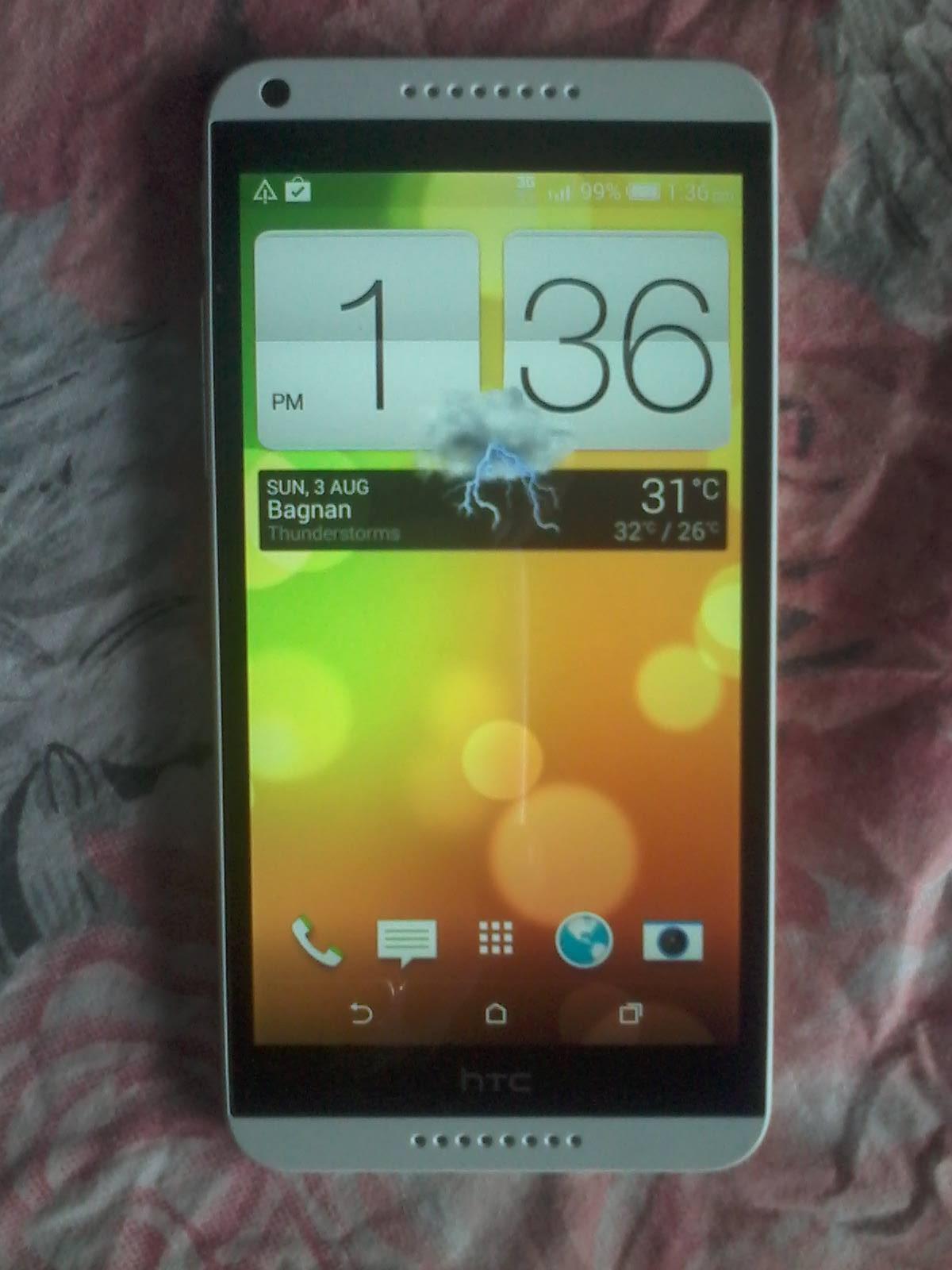
HTC Desire 816

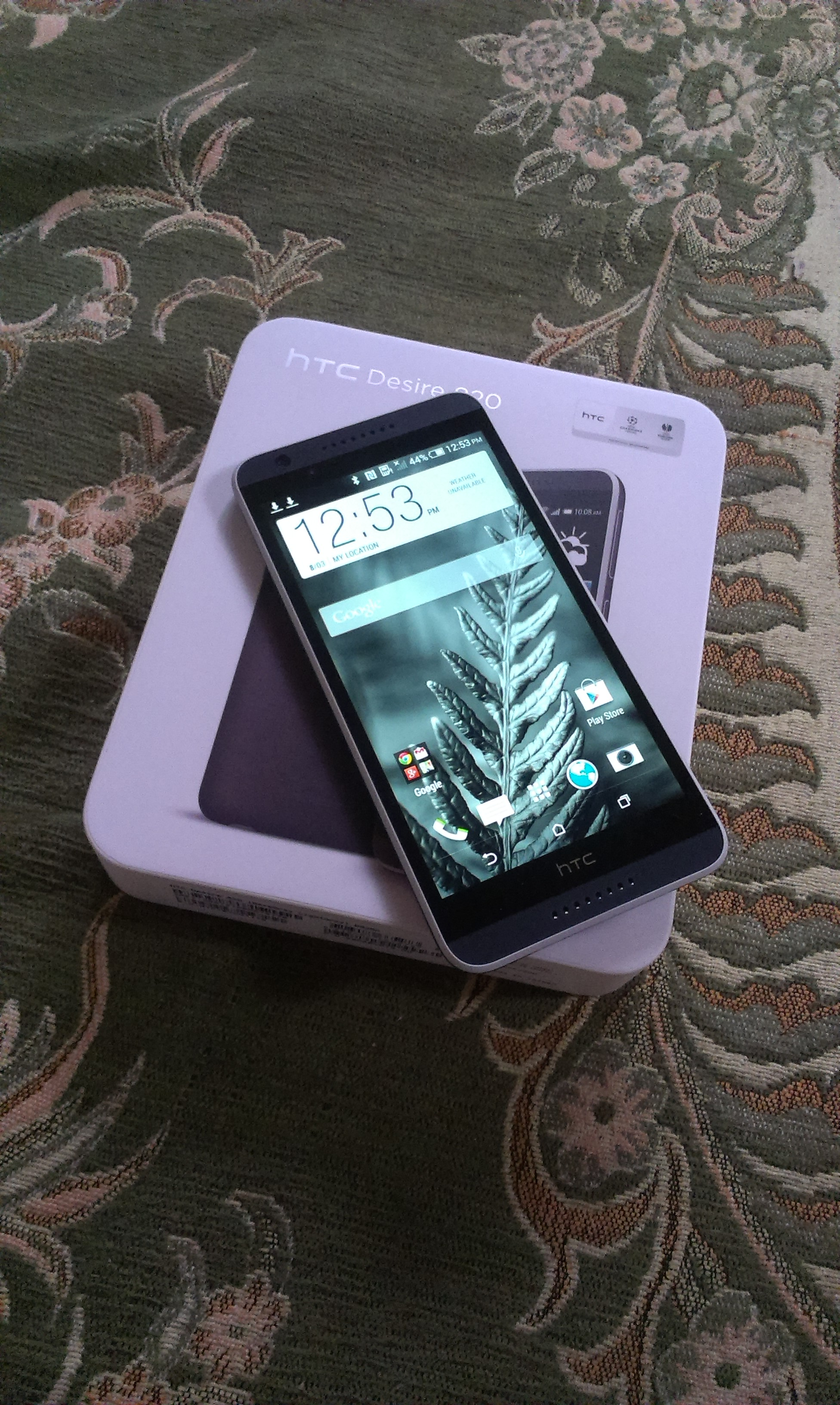
HTC Desire 820

- Desire 501 Dual SIM (Februar 2014)
- Desire Eye
- Desire 530
- Desire 600
- Desire 601
- Desire 626
- Desire 628
- Desire 630
- Desire 700
- Desire 816
- Desire 820
- Desire 825
- Desire 12
- Desire 12+
- Desire 12s
- Desire 19s
- Desire 19+
- Desire 20 Pro
- Desire 20+
- Desire 21 Pro 5G
- Desire 22 Pro (5G)[21]